# Astrodoras
Astrodoras is een monotypisch geslacht van straalvinnige vissen uit de familie van de doornmeervallen (Doradidae).

## Soort
- Astrodoras asterifrons (Kner, 1853)